# Ternstroemia acrodantha
Ternstroemia acrodantha är en tvåhjärtbladig växtart som beskrevs av Clarence Emmeren Kobuski och Steyerm. Ternstroemia acrodantha ingår i släktet Ternstroemia och familjen Pentaphylacaceae. Inga underarter finns listade i Catalogue of Life.